# Médaille commémorative de la campagne d'Italie (1859)
La médaille commémorative de la campagne d'Italie de 1859 est une médaille accordée par l'empereur Napoléon III aux militaires français ayant participé à la campagne d'Italie (1859).
C'est une médaille en argent portant la légende Campagne d'Italie 1859 et la liste des batailles livrées : Montebello, Palestro, Turbigo, Magenta, Marignan, Solférino.
La médaille fut accordée pour la première fois par Napoléon III directement sur le champ de bataille italien le 11 août 1859. Puis elle fut assignée à tous ces officiers et personnel de troupe qui eurent activement pris part au service de l'armée française pendant le début de la seconde guerre d'indépendance italienne. La médaille était accordée aux soldats français seulement, mais il survint des cas très rares pour lesquels elle fut remise à des soldats piémontais qui furent distingués pour mérites spéciaux envers l'armée française.
La médaille consiste en un disque d'argent avec le visage de Napoléon III tourné vers la gauche, entouré par une couronne de laurier. Sous le cou de l'empereur se trouve la signature du graveur « BARRE » (Albert Désiré Barre, 1818 – 1878). Au revers se trouve la légende « Campagne d'Italie » et dessous la date « 1859 » dans une bande circulaire, au centre de laquelle se trouvent le nom des batailles de 1859 : les batailles de Montebello, Palestro, Turbigo, Magenta, Marignan, Solférino,
Le ruban était aux bandes blanches et rouges alternées. Le caractère exclusif de la décoration, accordée simplement en 1859, en fait un spécimen particulièrement recherché par les collectionneurs italiens et français.

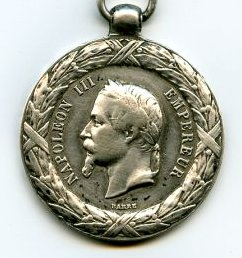
La médaille.
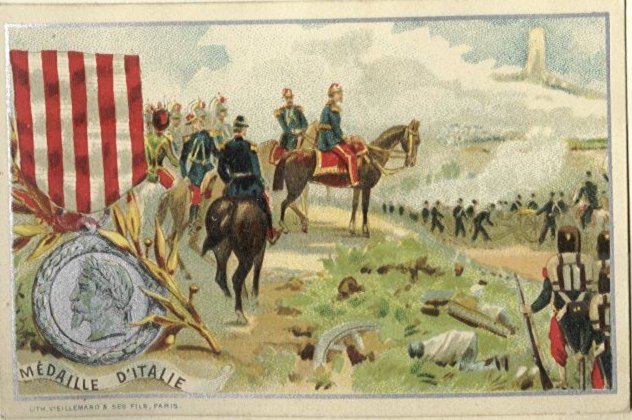
Image publicitaire.
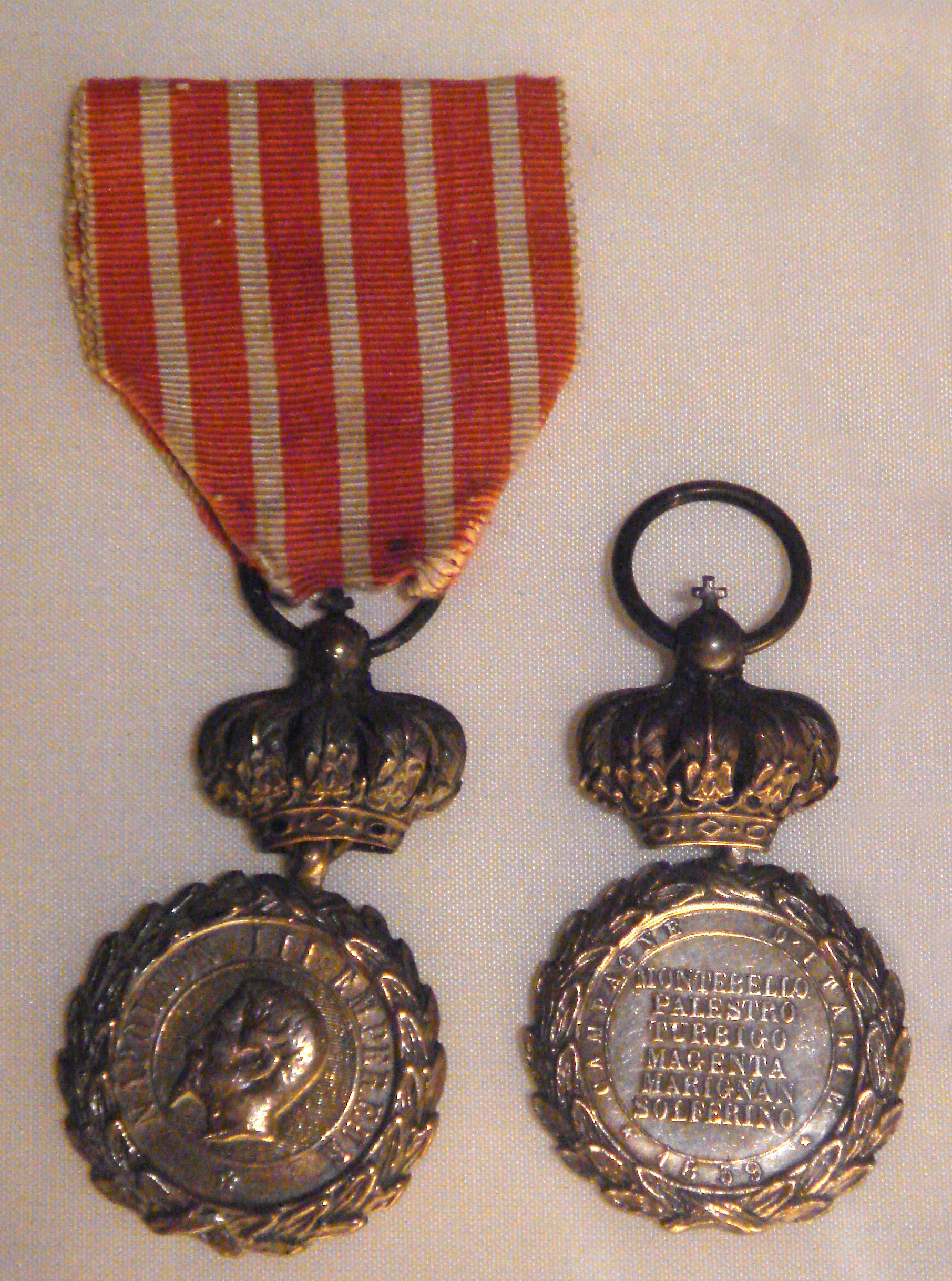
Deuxième type avec couronne impériale.